# گئورگ گیوداکیان
گئورگ گیوداکیان (ارمنی: Գևորգ Շմավոնի Գյոդակյան؛ ۱۲ اوت ۱۹۲۸ – ۲۰ دسامبر ۲۰۱۵) موسیقی‌شناس اهل ارمنستان بود.

## زندگی‌نامه
وی در ۱۲ اوت ۱۹۲۸ در ایروان به دنیا آمد و از کنسرواتوار دولتی کومیتاس ایروان (۱۹۵۲), کنسرواتوار دولتی چایکوفسکی مسکو (۱۹۵۶) فارغ‌التحصیل گشت. وی برندهٔ جوایزی همچون مدال موسس خورناتسی شده‌است. وی در ۲۰ دسامبر ۲۰۱۵ در سن ۸۷ سالگی در درگذشت.